# Belenois
Belenois är ett släkte av fjärilar. Belenois ingår i familjen vitfjärilar.

## Bildgalleri

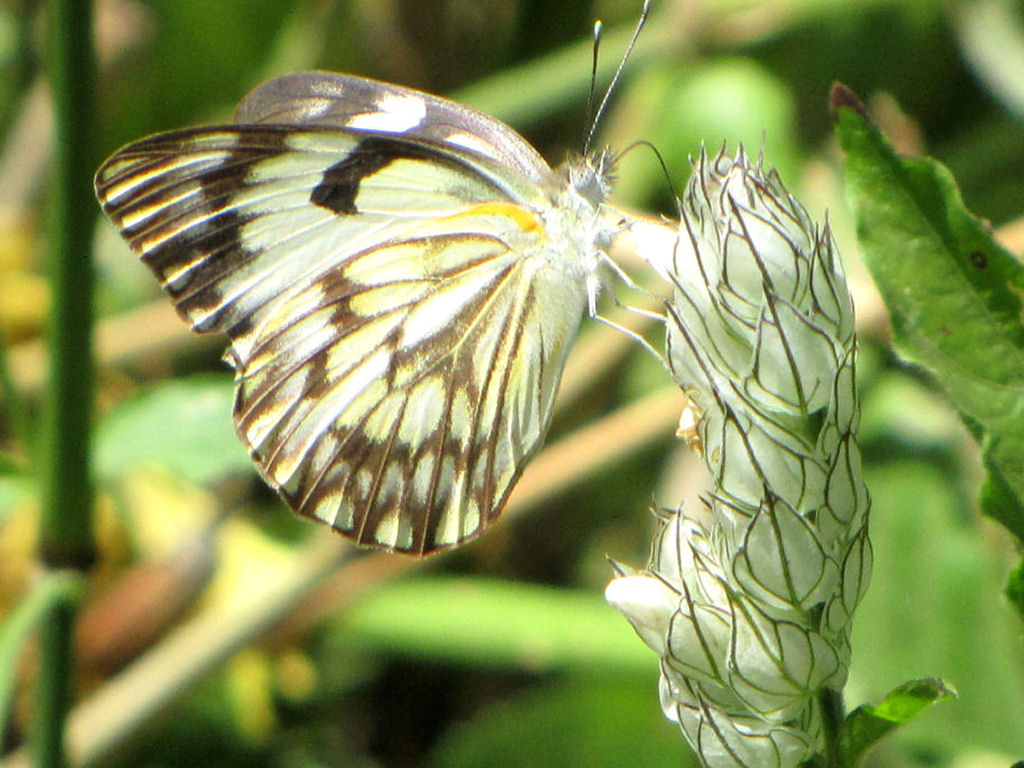

## Dottertaxa tillBelenois, i alfabetisk ordning[1]
- Belenois albomaculatus
- Belenois aldabrensis
- Belenois anomala
- Belenois antsianaka
- Belenois aurota
- Belenois calypso
- Belenois consanguis
- Belenois crawshayi
- Belenois creona
- Belenois diminuta
- Belenois gidica
- Belenois gradidieri
- Belenois hedyle
- Belenois helcida
- Belenois ianthe
- Belenois java
- Belenois larima
- Belenois mabella
- Belenois margaritacea
- Belenois ogygia
- Belenois raffrayi
- Belenois rubrosignata
- Belenois solilucis
- Belenois subeida
- Belenois sudanensis
- Belenois theora
- Belenois theuszi
- Belenois thysa
- Belenois victoria
- Belenois zochalia